# Anastrebla mattadeni
Anastrebla mattadeni är en tvåvingeart som beskrevs av Wenzel 1966. Anastrebla mattadeni ingår i släktet Anastrebla och familjen lusflugor. Inga underarter finns listade i Catalogue of Life.